# Ice Spiders
Ice Spiders ist ein für das Fernsehen produzierter US-amerikanischer Horror-/Science-Fiction-Film aus dem Jahr 2007. Er hatte seine Premiere am 9. Juni 2007. In Deutschland erschien er am 6. Februar 2010.

## Handlung
Eine Gruppe junger Skifahrer fahren in ein Gebiet von Utah, wo sie trainieren wollen. Aus einem Geheimlabor in der Nähe brechen sechs genetisch veränderte Spinnen, die durch die Versuche zu Riesenspinnen mutiert und kälteresistent geworden sind. Daher machen ihnen die Minustemperaturen in dem schneereichen Gebiet nichts aus und sie beginnen Menschen als Nahrung anzusehen, sie zu jagen und zu fressen. Einige Skifahrer versuchen, in einem Schulbus den Spinnen standzuhalten, die anderen verbarrikadieren sich im Hauptgebäude des Resorts. Die Beamten versuchen im Gegenzug die Spinnen wieder einzufangen. Ein Überlebenskampf beginnt.

## Kritiken
Die Kritiker der Fernseh-Zeitschrift TV Spielfilm vergaben die schlechteste Wertung (Daumen nach unten) und meinten: „Haarige Spinnerei mit Gänsehauteffekt.“
Bei nightmare-horrormovies.de meinte dagegen: „Bis auf die etwas nervige Besetzung ansonsten amüsant.“
Marcus Littwin kommentierte für die-besten-horrorfilme.de und schrieb: „Regisseur Tibor Takács hat sich in den letzten Jahren mit ‚Rats - Mörderische Brut‘, ‚Mosquito Man‘, ‚Deadly Water‘ und ‚Mega Snake‘ auf das Tierhorror-Genre spezialisiert und liefert auch hier einen weiteren Beitrag dazu ab. Die Story wird rasant mit viel Ski-Action in traumhaften Wintersport-Landschaften vorgetragen. Die farbenfrohen Spinnen erinnern […] etwas an ‚Arac Attack‘ und können hier durchaus überzeugen. Man sieht zwar, dass die Achtbeiner computeranimiert sind, passen aber zum Film. […] Trotz des Humors wird die Handlung selbst sehr ernst vorgetragen, so dass auch die Spannung nicht zu kurz kommt. Die Darsteller machen ihre Sache allesamt ordentlich. Die Hauptrollen sind […] gut besetzt. “